# Mértola (freguesia)
Mértola is een plaats (freguesia) in de Portugese gemeente Mértola in het district Beja en telt 2824 inwoners (2011). Mértola is gelegen op een heuvel langs de rivier Guadiana, en ligt midden in het Natuurpark van de Guadiana-vallei.

## Bezienswaardigheden
- Kerk van Mértola (Igreja de Nossa Senhora da Anunciação), een voormalige moskee die gebouwd werd in de twaalfde eeuw en in de dertiende eeuw een kerk werd
- Kasteel van Mértola, gebouwd in de twaalfde eeuw
- Voormalige brug van Mértola (Torre do Rio)
- Klokkentoren uit de zestiende eeuw
- Museum van Mértola (islamitische en christelijke kunst)
- Ruïnes uit de Romeinse en islamitische tijd.

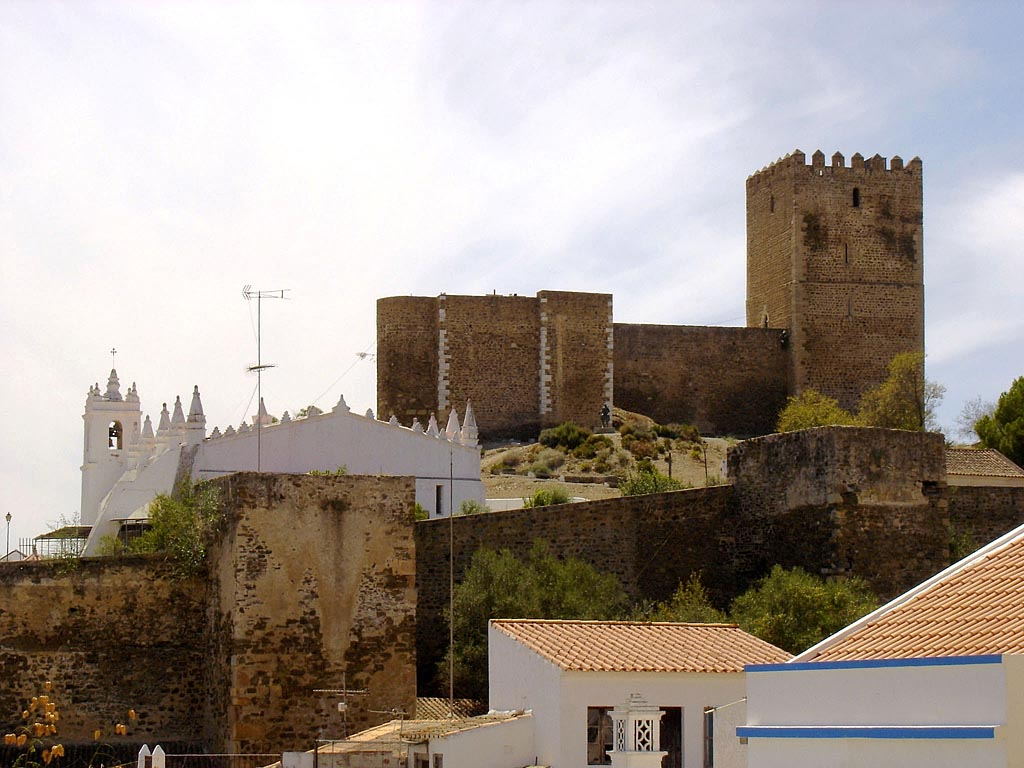
Kasteel en de Kerk van Nossa Senhora da Anunciação van Mértola